# Niedersächsischer Staatspreis für Architektur

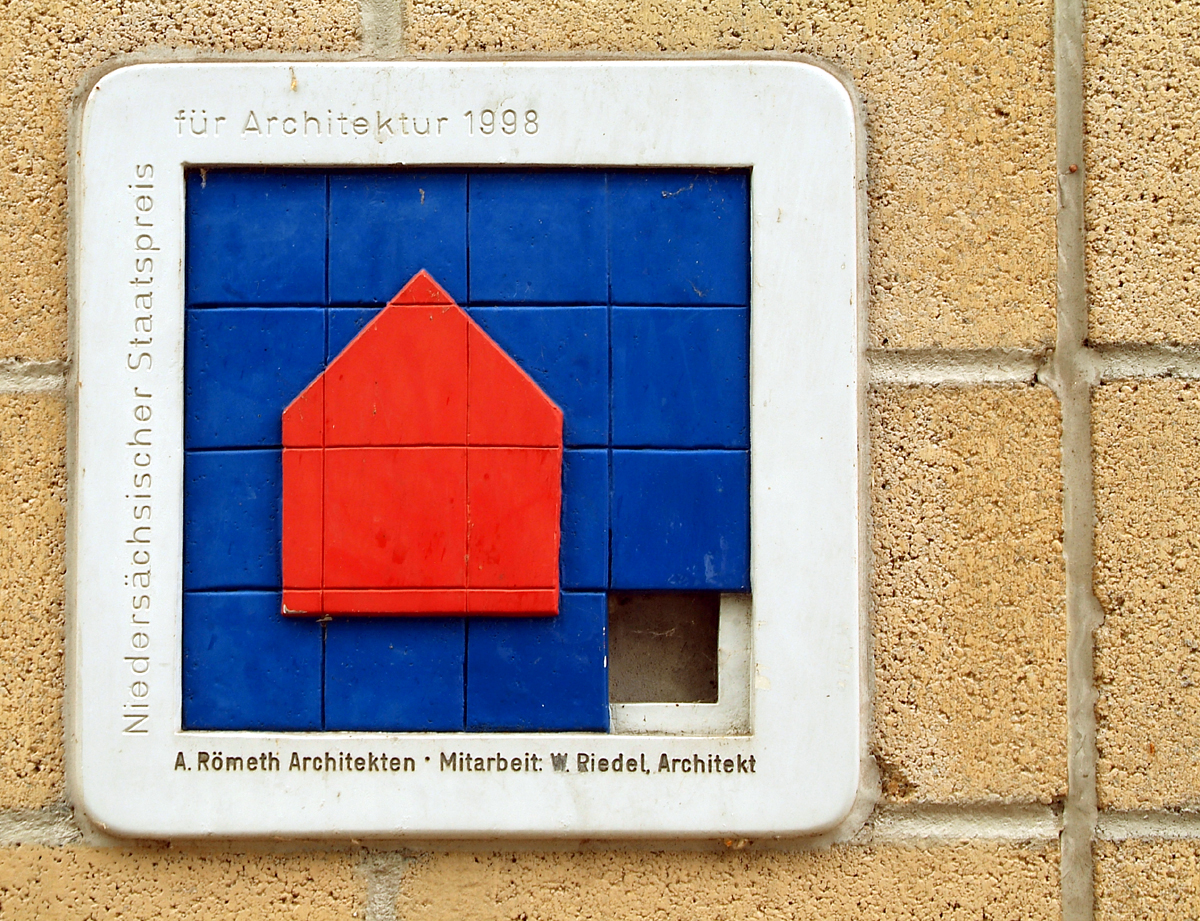
Plakette am WP-Eberhard-Eggers-Platz, Hannover-Oberricklingen

Der Niedersächsische Staatspreis für Architektur ist ein seit 1996 zweijährlich ausgeschriebener Architekturpreis, der durch das Land Niedersachsen, vertreten durch das Ministerium für Umwelt, Energie, Bauen und Klimaschutz, in Zusammenarbeit mit der Architektenkammer Niedersachsen (seit 2002) ausgelobt wird. Der Staatspreis für Architektur wird für herausragende Leistungen auf dem Gebiet der Architektur verliehen.

## Preisträger
|      | Kategorie                                                                    | Ort                   | Titel                                                                            | Preisträger | Jury | Bild |
| ---- | ---------------------------------------------------------------------------- | --------------------- | -------------------------------------------------------------------------------- | --- | --- | ---- |
| 1996 | Wohnen in der städtebaulichen Verdichtung                                    | Hannover              | Umbau Hochgarage Plauener Straße                                                 | Tryfon Argyrakis | |      |
| 1998 | Zukunftweisender Büro- und Gewerbebau                                        | Hannover              | Pelikanviertel                                                                   | Dieter Neikes | |      |
| 1998 | Zukunftweisender Büro- und Gewerbebau                                        | Hannover-Ricklingen   | Stadtteilzentrum Neuer Markt                                                     | Andreas Römeth und Wolfgang Riedel (PL)                                                                               | |      |
| 2000 | Ökologischer Wohnungsbau                                                     | Hannover-Kronsberg    | Habitat Siedlung                                                                 | Planungsbüro Schmitz                                                                                                  | |      |
| 2002 | Aufwertung zentraler Lagen                                                   | Hannover              | Verwaltungszentrale der Norddeutschen Landesbank                                 | Behnisch & Partner | |      |
| 2004 | Gewerbearchitektur – Investition für Stadtentwicklung und Unternehmenserfolg | Hannover-Marienwerder | Nahversorgungszentrum                                                            | Despang Architekten                                                                                                   | Gabriele Kiefer, Regine Leibinger, Klaus Trojan, Wolfgang Schneider, Carsten Roth |      |
| 2006 |                                                                              | Braunschweig          | Umbau des Kastanienhofs                                                          | Hermann Niederbracht, Jörg Erichsen, Nils Könekamp, Michael Ostertag, Rainer Spieker, Michael Wiedemann, Insa Wilkens | Christian Kuthe, Bernd Meyer, Ursula Peters, Filiz Polat, Regina Poly, Christa Reicher, Isolde Saalmann, Amandus Samsøe Sattler, Walter Stamm-Teske (Vorsitz), Monika Thomas                                                                 |      |
| 2008 | Bauen für Bildung und Kultur                                                 |                       | Dokumentations- und Informationszentrums der Gedenkstätte Bergen-Belsen          | KSP Engel und Zimmermann                                                                                              | |      |
| 2010 | Bauen für Soziales, Gesundheit und gewerbliche Dienstleistungen              | Hannover-Leinhausen   | Umbau eines ehemaligen Kirchengebäudes in Jüdisches Gemeindezentrum mit Synagoge | Ahrens & Grabenhorst                                                                                                  | Gregor Angelis, Marco Brunotte, Almut Ernst (Vorsitz), Enno Hagenah, Rainer Hascher, Gabriela König, Birgit Leube, Elisabeth Meyer-Pfeffermann, Dorothee Prüssner, Christa Reichwaldt, Manuel Scholl, Johanna Spalink-Sievers, Monika Thomas |      |
| 2012 | Weiterbauen im Spannungsfeld von Energieeffizienz und Gestaltqualität        | Dannenberg            | Erweiterung Nya Nordiska                                                         | Volker Staab | |      |
| 2014 | Wohnen im Wandel. Bauen für Generationen                                     | Hannover              | HanomagLofts                                                                     | agsta architekten | Marco Brunotte, Ingrid Burgstaller, Stefan Forster (Vorsitz), Gabriela König, Birgit Leube, Gabriele Nießen, Wolfgang Schneider, Christoph Schonhoff, Thomas Schremmer, Annette Schwarz, Maren Sommer, Barbara Zibell                        |      |
| 2016 | Bauen für die Öffentlichkeit                                                 | Hildesheim            | UNESCO-Weltkulturerbe Mariendom, Dommuseum und Annexbauten                       | Schilling Architekten                                                                                                 | |      |
| 2018 | Bauen für Wirtschaft und Verwaltung                                          | Hannover              | Hafven                                                                           | Mensing Timofticiuc                                                                                                   | |      |
| 2020 | Wohnen – zukunftsweisend, klimagerecht!                                      | Hannover              | Neues Wohnen an der Alten Döhrener Straße                                        | SMAQ (Sabine Müller und Andreas Quednau)                                                                              | |      |
| 2022 | Öffentliches (Um-)Bauen – auf dem Weg zur Klimaneutralität                   | Weyhe                 | Neuordnung und Sanierung Kooperative Gesamtschule Leeste                         | Remke Partner Innenarchitekten                                                                                        | |      |
| 2024 | Projekt CIC - Coppenrath Innovation Centre                                   | Osnabrück             | Umbau des alten Ringlokschuppens im ehm. Güterbahnhof OS-Fledder                 | Büro Kresings (Münster) und Ringlokschuppen GmbH (Osnabrück)                                                          | Vorsitz: Wolfgang Mairinger |      |